# The Famous Ferguson Case
The Famous Ferguson Case is een Amerikaanse misdaadfilm uit 1932 onder regie van Lloyd Bacon.

## Verhaal
Wanneer in een rustig stadje de prominente zakenman George Ferguson wordt vermoord, gaan twee journalisten op onderzoek uit. De ene journalist is geïnteresseerd in de feiten, de andere is op zoek naar een sensationeel verhaal.

## Rolverdeling
| Acteur            | Personage          |
| ----------------- | ------------------ |
| Joan Blondell     | Maizie Dickson     |
| Grant Mitchell    | Martin Collins     |
| Vivienne Osborne  | Marcia Ferguson    |
| Adrienne Dore     | Antoinette Martin  |
| Tom Brown         | Bruce Foster       |
| Kenneth Thomson   | Bob Parks          |
| Leslie Fenton     | Perrin             |
| Oscar Apfel       | Mijnheer Brooks    |
| Walter Miller     | Cedric Works       |
| Purnell Pratt     | George M. Ferguson |
| Willard Robertson | Sheriff            |
| George Meeker     | Jigger Bolton      |
| Russell Hopton    | Rusty Callahan     |
| George McFarland  | Krantenjongen      |
| Leon Ames         | Judd Brooks        |